# Chapelle funéraire Saint-Laurian
La chapelle funéraire Saint-Laurian est une église catholique située à Saint-Denis-le-Thiboult, en France.

## Localisation
L'église est située à Saint-Denis-le-Thiboult, commune du département français de la Seine-Maritime.

## Historique
L'église est bâtie vers 1810 ou 1820 à l'emplacement d'un ancien édifice religieux datable du XVe siècle et dépendant de l'abbaye de l'Isle-Dieu. La chapelle est reconstruite pour Louis Charles Alexandre Boullenger. 
L'édifice est inscrit le 31 août 1989 par un arrêté annulé puis classé au titre des monuments historiques le 3 septembre 1992.

## Description
L'édifice est construit en brique rose, moellon crépi et ardoise et possède un plan en croix grecque.
La chapelle possède, outre une crypte, un dôme et des lions couchés.